# National Highway 34
National Highway 34 (NH 34) ist eine Hauptfernstraße im Bundesstaat Westbengalen im Nordosten des Staates Indien mit einer Länge von 444 Kilometern. Sie beginnt in Dum Dum nahe der Hauptstadt des Bundesstaats Kolkata und führt parallel zur Grenze nach Bangladesch verlaufend nach Dalkhola an den NH 31.